# Людки

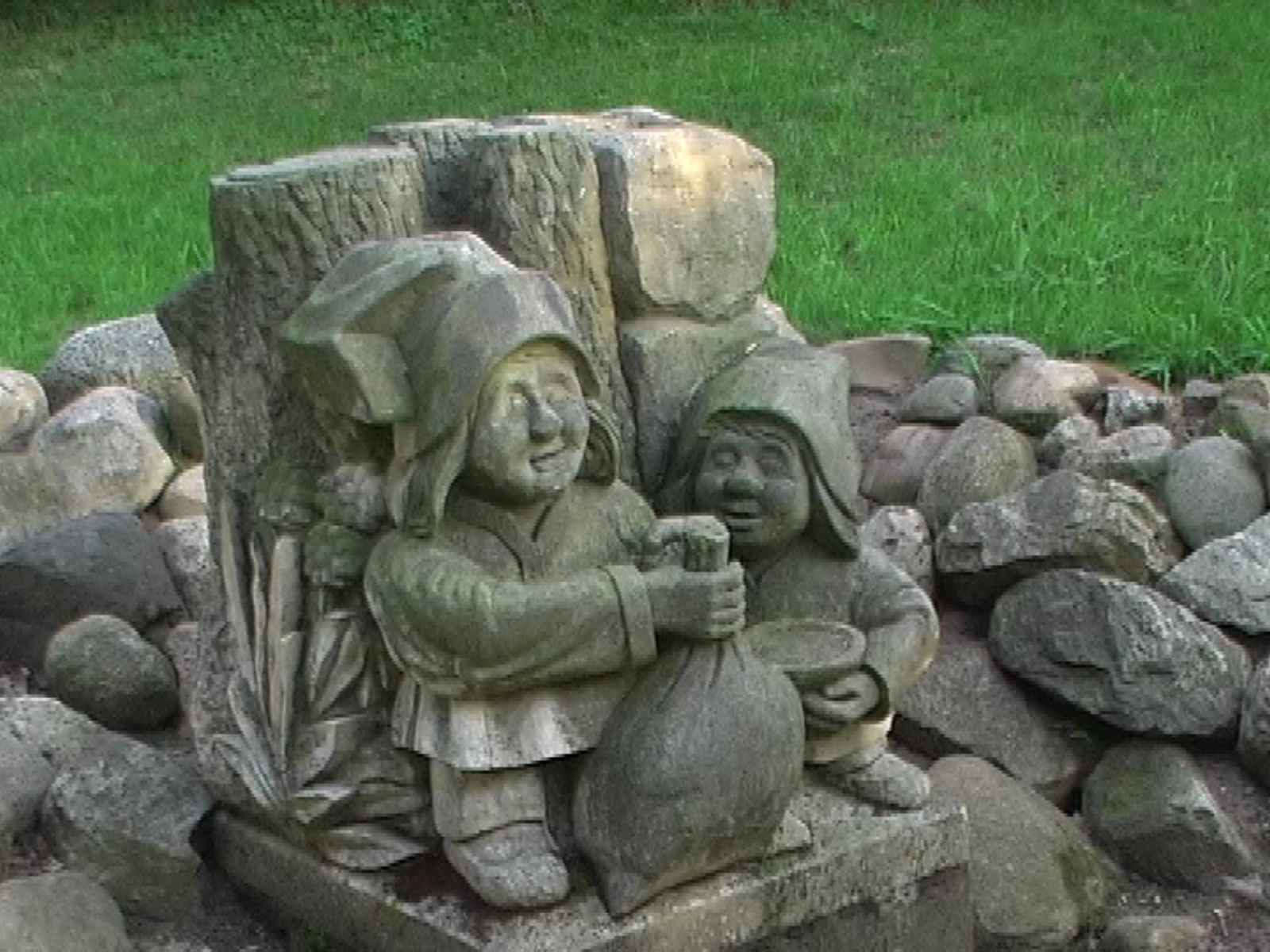

Людки или лютки (в.-луж. ludki, lutki, нем. Luttchen) — сказочные существа в серболужицкой мифологии, которые отождествляются с душами предков или домовыми. По своей мифологии подобны польским и белорусским краснолюдкам или западноевропейским гномам.
Людки представляют собой крошечных существ с бородой, одетых в красную или белую одежду. Ранее людки жили в сельской местности в норах. Людки не переносят звона церковных колоколов. После появления христианства в Лужице людки переселились в пещеры небольших возвышенностей, которые называются в народе Людковыми горами (Ludkowa gora). Людки дружески относятся к людям и иногда посещают человеческие жилища. Они любят устраивать беспорядок в доме. Чтобы они этого не делали, им в знак благодарности оставляли небольшое количество пищи, чтобы они могли её отведать. В Верхней Лужице им оставляли небольшие кувшины с едой. В серболужицкой устной народной литературной традиции существуют различные варианты сказок о людках.